# Marcus Antonius Modianus
Marcus Antonius Modianus war ein im 2. Jahrhundert n. Chr. lebender Angehöriger des römischen Ritterstandes (Eques).
Durch eine Inschrift, die in Rom gefunden wurde, ist die militärische Laufbahn (siehe Tres militiae) von Modianus bekannt. Er war zunächst Kommandeur (Praefectus) der Cohors I Commagenorum. Danach diente er als Tribunus in der Legio XX Valeria Victrix, die ihr Hauptlager in Deva Victrix in Britannia hatte.
Der Grabstein wurde durch seine Erben errichtet; die Kosten dafür betrugen 1200 Sesterzen. Die Inschrift wird bei der Epigraphik-Datenbank Clauss-Slaby und bei Stephen James Malone auf das 2. Jahrhundert datiert.